# 영등포의 밤
"영등포의 밤"은 한국에서 제작된 강민호 감독의 1966년 영화이다. 김승호 등이 주연으로 출연하였고 이종벽 등이 제작에 참여하였다.

## 출연

### 주연
- 김승호
- 남궁원
- 엄앵란
- 김운하

## 기타
- 조명: 차정남
- 미술: 박석인